# Popławka (rejon podolski)
Popławka (ukr. Поплавка) – wieś na Ukrainie, w obwodzie odeskim, w rejonie podolskim, w hromadzie Kujalnyk. W 2001 liczyła 64 mieszkańców, spośród których 47 wskazało jako ojczysty język ukraiński, 1 rosyjski, a 16 mołdawski.